# Хаманджія (культура)
Хаманджія (рум. Cultura Hamangia) — археологічна культура  середнього неоліту.
Датується 5000-3500 рр. до РХ. Основний район поширення — Добруджа (Румунія) і в районі м. Бургас (Болгарія).
Назва за залишками поселення біля села Бая-Хаманджія, на березі озера Головиця де виявлено одну з археологічних пам'яток.

## Походження
За однією з версій, культура Хаманджія пов'язана з поширенням неоліту серед населення дельти Дунаю і Добруджі. Вона містить елементи попередніх культур Вінча, Дудешть і Караново III, але заснована тубільцями мисливцями-збирачами. За іншою — культура Хаманджія походила від культури імпрессо.
Нащадками культури Хаманджія є культури Гумельниця, Боян і Варна пізнього енеоліту без розриву традиції.

## Хронологія
П. Хасотті (P. Hasotti) розділив культуру Хаманджія на 3 етапи. Культура виникла в середині 6 тис. до Р.Х.

## Кераміка
Типова кераміка — пофарбований посуд зі складним геометричним візерунком, заснованим на спіральних мотивах. Поширені глечики і широкі чаші.

## Статуетки

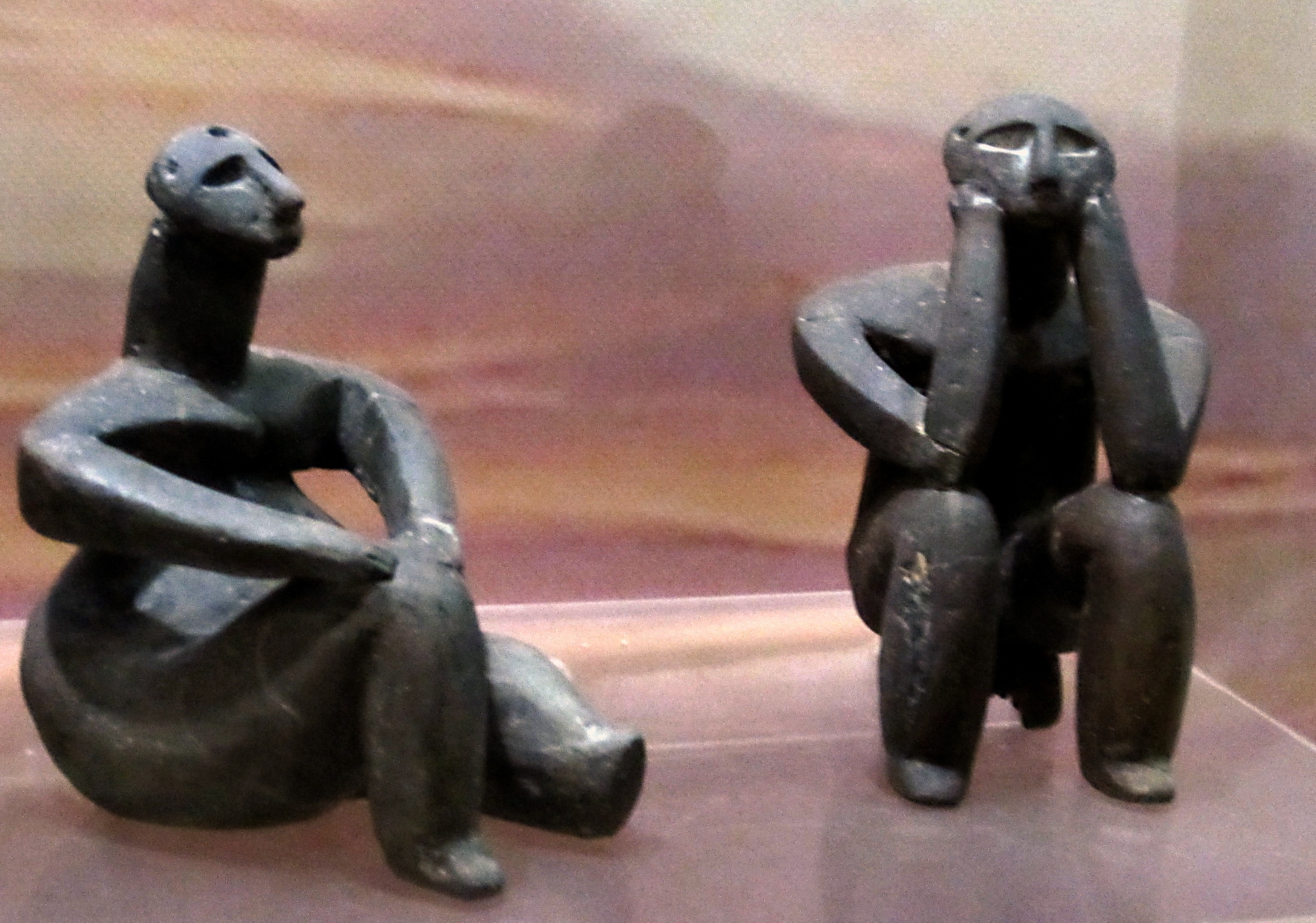
«Мислитель» і «Сидяча жінка». Культура Хаманджія. Музей національної історії та археології, Констанца

Керамічні статуетки зазвичай сильно стилізовані і зображують стоять оголених жінок з перебільшеною грудьми і сідницями. Дві фігурки, відомі як «Мислитель» і «Сидяча жінка» (на фотографіях) вважаються шедеврами неолітичного мистецтва.
Статуетки Культура Хаманджія мають схожість зі статуетками  ранньокікладської культури.

## Поселення
Поселення складаються з прямокутних хат-мазанок з одним або двома приміщеннями, іноді з кам'яними фундаментами (Дуранкулак). Зазвичай будинку ранжовані за прямокутною сіткою, їх руїни можуть утворювати невеликі кургани. Поселення розташовані вздовж узбережжя, на берегах озер, на терасах низин або середніх частин річок, іноді в печерах.
До культури Хаманджія (точніше, до її етапу Хаманджія IV) відноситься і середній період існування (4700-4500 рр. до Р.Х.) одного з перших міських поселень в Європі — що розкопують з 2005 р городище Провадія-Солніцата. Це поселення було великим центром виробництва кухонної солі; на поселенні виявлено залишки двоповерхових будинків, культових споруд і потужних мурів, споруджених у розглянутий період для захисту запасів солі від зазіхань ворогів.

## Поховання
Виявлені поховання як в скорченому, так і в випрямленому положенні. Серед поховальних дарів етапу Хаманджія I зазвичай відсутня кераміка, проте є крем'яні вироби, оброблені мушлі, кістяні знаряддя і прикраси з раковин.

## Важливі пам'ятники
- Чернаводе, некрополь, де виявлені знамениті статуетки «мислитель» і «сидяча жінка»
- Епонімний пам'ятник Бая-Хаманджія, відкритий в 1953 р біля озера Головиця неподалік від чорноморського узбережжя в румунському регіоні Північна Добруджа.